# Jan Christen
Jan Christen, född 26 juni 2004 i Leuggern, är en schweizisk professionell landsvägscyklist.

## Karriär
Christen har cyklat professionellt sedan 2023, och tävlar för UAE Team Emirates. Bland hans meriter kan nämnas en andraplats i Milano-Torino år 2024. Samma år vann han etapp 2 i etapploppet Giro d'Abruzzo.